# قربان‌علی عرفانی
قربان علی عرفانی (زاده ۱۳۲۳ درگذشت ۳۰ میزان ۱۳۹۴ یکاولنگ، ولایت بامیان) سیاستمدار افغانستان و نماینده مردم ولایت کابل در دوره شانزدهم مجلس نمایندگان بود. وی در مجلس شانزدهم نمایندگان افغانستان عضو کمیسیون عدلی و قضایی، اصلاحات اداری و مبارزه با فساد اداری را بر عهده داشت.

## زندگی‌نامه
قربان علی عرفانی زاده ۱۳۲۳ از ولسوالی یکاولنگ ولایت بامیان می‌باشد. تحصیلات دینی خود را در حوزه‌های علمیه در نجف و قم در سال ۱۳۷۱ در رشته معارف اسلامی  به پایان رساند و در دوران جهاد معاون حزب وحدت اسلامی افغانستان بوده‌است. وی پس از سقوط طالبان حزب وحدت اسلامی ملت افغانستان را تأسیس کرد.

## درگذشت
وی در تاریخ ۳۰ میزان ۱۳۹۴ در حالی که به سرطان کبد مبتلا گشته بود، درگذشت.

## دیگر فعالیت‌ها
دیگر فعالیت‌های ایشان:
- معاون حزب وحدت اسلامی در دوران جهاد.
- عضو مجلس سنا.
- مسئول مؤسسه فرهنگی باقرالعلوم.
- وزیر مشاور حامد کرزی در مورد اقوام.